# Аквапорин-12B
AQP12B (англ. Aquaporin 12B) – білок, який кодується однойменним геном, розташованим у людей на 2-й хромосомі. Довжина поліпептидного ланцюга білка становить 295 амінокислот, а молекулярна маса — 31 475.
| 10         |  | 20         |  | 30         |  | 40         |  | 50         |
| ---------- |  | ---------- |  | ---------- |  | ---------- |  | ---------- |
| MAGLNVSLSF |  | FFATFTLCEA |  | ARRASKALLP |  | VGAYEVFARE |  | AMRTLVELGP |
| WAGDFGPDLL |  | LTLLFLLFLA |  | HGVTLDGASA |  | NPTVSLQEFL |  | MAEESLPGTL |
| LKLAAQGLGM |  | QAACTLTRLC |  | WAWELSDLHL |  | LQSLMAQSCS |  | SALRTSVPHG |
| ALVEAACAFC |  | FHLTLLHLRH |  | SPPAYSGPAV |  | ALLVTVTAYT |  | AGPFTSAFFN |
| PALAASVTFA |  | CSGHTLLEYV |  | QVYWLGPLTG |  | MVLAVLLHQG |  | RLPHLFQRNL |
| FYGQKNKYRA |  | PRGKPAPASG |  | DTQTPAKGSS |  | VREPGRSGVE |  | GPHSS      |

A: Аланін

C: Цистеїн

D: Аспарагінова кислота

E: Глутамінова кислота

F: Фенілаланін

G: Гліцин

H: Гістидин

K: Лізин

L: Лейцин

M: Метіонін

N: Аспарагін

P: Пролін

Q: Глутамін

R: Аргінін

S: Серин

T: Треонін

V: Валін

W: Триптофан

Задіяний у таких біологічних процесах, як транспорт, альтернативний сплайсинг. 
Локалізований у мембрані.